# Communes de la province de Caltanissetta
- Haut – A
- B
- C
- D
- E
- F
- G
- H
- I
- J
- K
- L
- M
- N
- O
- P
- Q
- R
- S
- T
- U
- V
- W
- X
- Y
- Z

## A
- Acquaviva Platani

## B
- Bompensiere
- Butera

## C
- Caltanissetta
- Campofranco

## D
- Delia

## G
- Gela

## M
- Marianopoli
- Mazzarino
- Milena
- Montedoro
- Mussomeli

## N
- Niscemi

## R
- Resuttano
- Riesi

## S
- San Cataldo
- Santa Caterina Villarmosa
- Serradifalco
- Sommatino
- Sutera

## V
- Vallelunga Pratameno
- Villalba